# Richard Dembo
Richard Dembo (24. května 1948 Paříž – 11. listopadu 2004 Paříž) byl francouzský filmový režisér a scenárista. Natočil jen čtyři celovečerní filmy, avšak hned ten první, šachistické drama Nebezpečná partie, získal v roce 1985 Oscara za nejlepší cizojazyčný film (pro Švýcarsko, pro nějž to byl historický průlom a první Oscar). Dembo za něj navíc dostal domácího Césara za nejlepší debut. Další film však natočil až v roce 1993 (L'Instinct de l'ange) a nezaznamenal již takový úspěch, stejně jako snímky La Carpe dans la baignoire (2004) a La Maison de Nina (2005).